# Yukari Kinga
Yukari Kinga (jap. 近賀 ゆかり, Kinga Yukari; * 2. Mai 1984 in Yokohama, Präfektur Kanagawa) ist eine japanische Fußballnationalspielerin.

## Vereinskarriere
Yukari Kinga verbrachte sieben Spielzeiten beim Verein NTV Beleza, ehe sie von 2011 bis 2013 für INAC Kōbe Leonessa auflief. Nach einer Saison beim englischen Erstligisten Arsenal LFC kehrte sie im Januar 2015 nach Kōbe zurück.

## Nationalmannschaft
Kinga absolvierte ihr erstes Länderspiel für die japanische Nationalmannschaft am 29. März 2005 gegen Australien. Ihr erstes Tor für Japan erzielte sie am 12. August 2008 gegen Norwegen. Sie absolvierte für Japan alle drei Spiele bei der 5. Frauenweltmeisterschaft 2007 wie auch alle sechs spiele bei den Olympischen Spielen in Peking 2008. Bei der 6. Frauenweltmeisterschaft 2011 in Deutschland spielte sie auch bei allen sechs Spielen der japanischen Damenauswahl.
Kinga gehörte auch zum japanischen Kader für die Olympischen Spiele in London. Sie stand in allen sechs Spielen in der Startformation und spielte jeweils über die volle Distanz.
Sie wurde auch für die WM 2015 nominiert, aber nur im zweiten Gruppenspiel gegen Kamerun eingesetzt.
Beim asiatischen Qualifikationsturnier für die Olympischen Spiele 2016 bestritt sie im letzten Spiel gegen Nordkorea ebenso wie Mizuho Sakaguchi ihr 100. Länderspiel.

## Erfolge
- Weltmeisterin bei der Fifa Frauen WM 2011 in Deutschland
- Vizeweltmeisterin 2015
- Silbermedaille bei den Olympischen Spielen 2012